# Frédéric Soulacroix
Frédéric Joseph Pierre Timothée Soulacroix, spesso italianizzato in Federigo Soulacroix (/sulakʁwa/; Roma, 1º ottobre 1858 – Cesena, 3 settembre 1933), è stato un pittore francese attivo in Italia.

## Biografia
Frédéric Joseph Pierre Timothée Soulacroix era il figlio di Charles Soulacroix (1825-1879), uno scultore e pittore francese, e di Giacinta Diofebo. Dopo aver passato la sua infanzia a Roma, egli seguì suo padre in Francia tra il 1863 e il 1870 e poi tornò in Italia, a Firenze, dove si trovava il resto della famiglia. Nel 1873 egli si iscrisse all'Accademia di belle arti di Firenze e nell'ottobre del 1876 venne ammesso alla Scuola di Pittura.
Dopo essersi sposato il 6 giugno 1890 con Julie Fernande Blanc, l'artista visse in una casa che si affacciava sul piazzale Donatello. Soulacroix ebbe cinque figli: Richard, Olivier, George, Gabriel e Amélie. Olivier morirà durante il primo conflitto mondiale e il suo nome verrà inciso su una lapide attribuita proprio a Federigo Soulacroix.
Le autorità francesi nominarono Frédéric Soulacroix e sua moglie Julie Fernande degli ufficiali dell'Accademia: Frédéric nel 1924 "per la sua devozione alla causa francese" e Julie nel 1954 "per i servizi resi alla cultura francese". Nell'agosto del 1929, Frédéric Soulacroix venne nominato cavaliere della Legion d'onore.

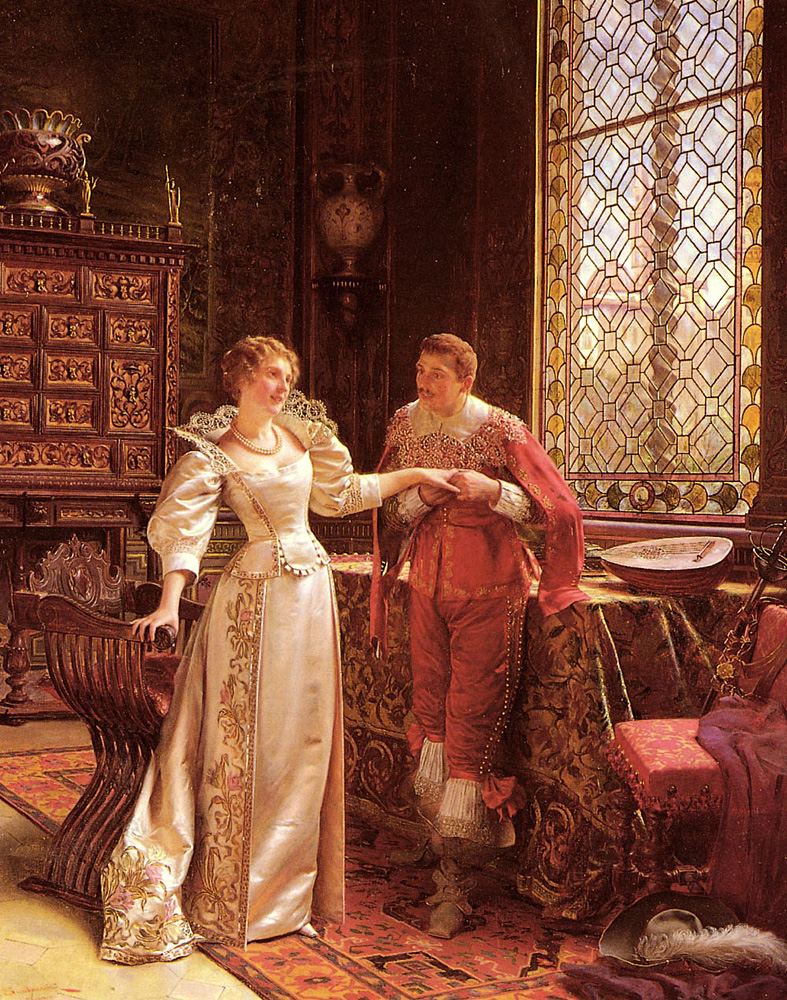
La proposta di matrimonio, 1890 circa

Soulacroix era un pittore specializzato nelle scene di genere aneddotico settecentesco o a lui contemporaneo, dipingendo dei soggetti allora alla moda che gli valsero un grande successo in Italia, Regno Unito, Germania (in particolare a Monaco di Baviera), negli Stati Uniti d'America, in Canada e in America del Sud. Alcune opere sono conservate al museo d'arte di Filadelfia e nella Mansion House di Londra.

## Galleria d'immagini

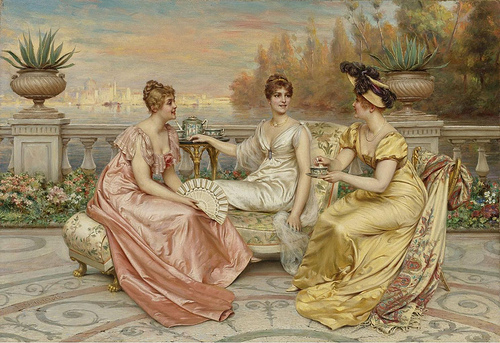
Sulla terrazza, 1900 circa
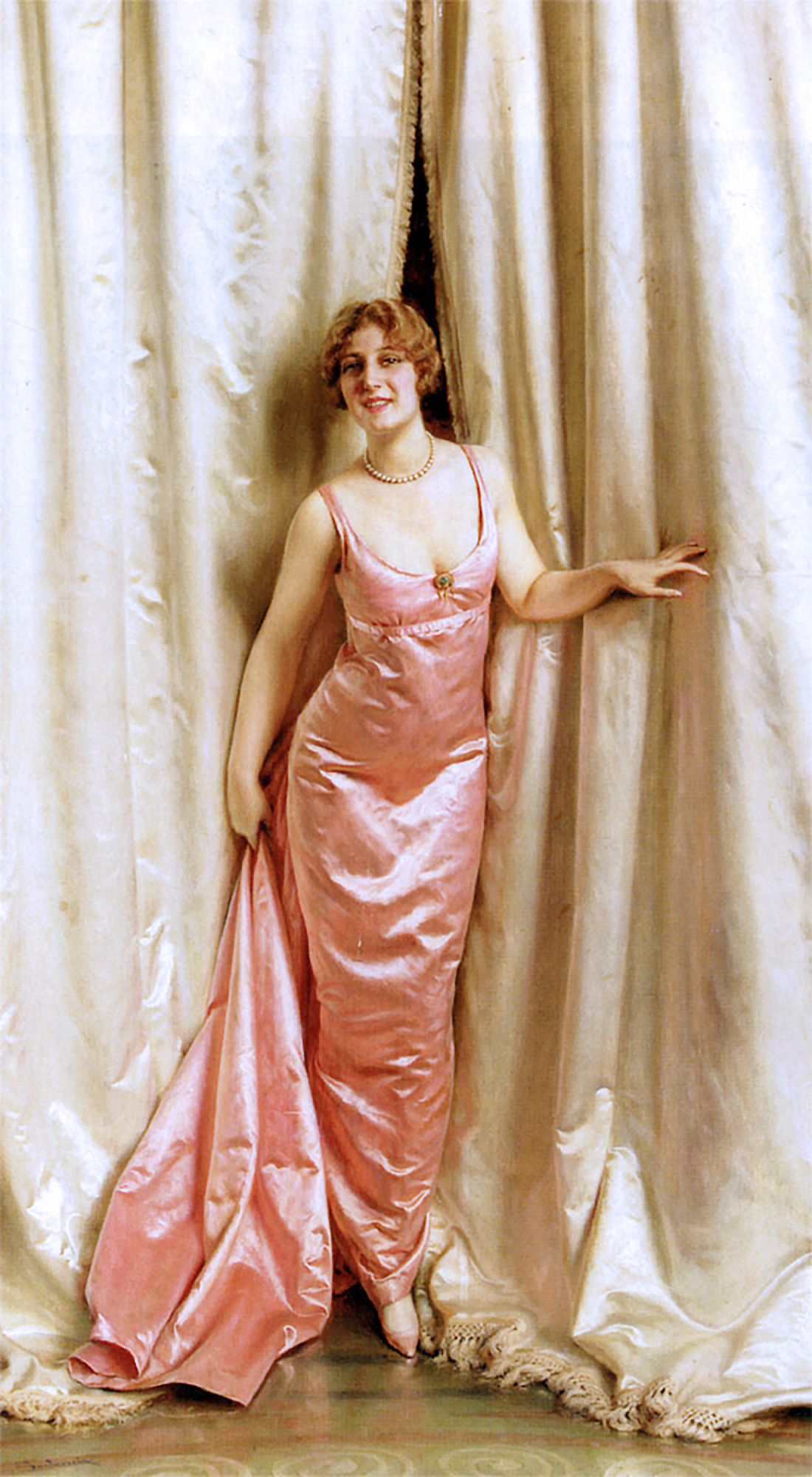
Un'entrata elegante, 1920 circa
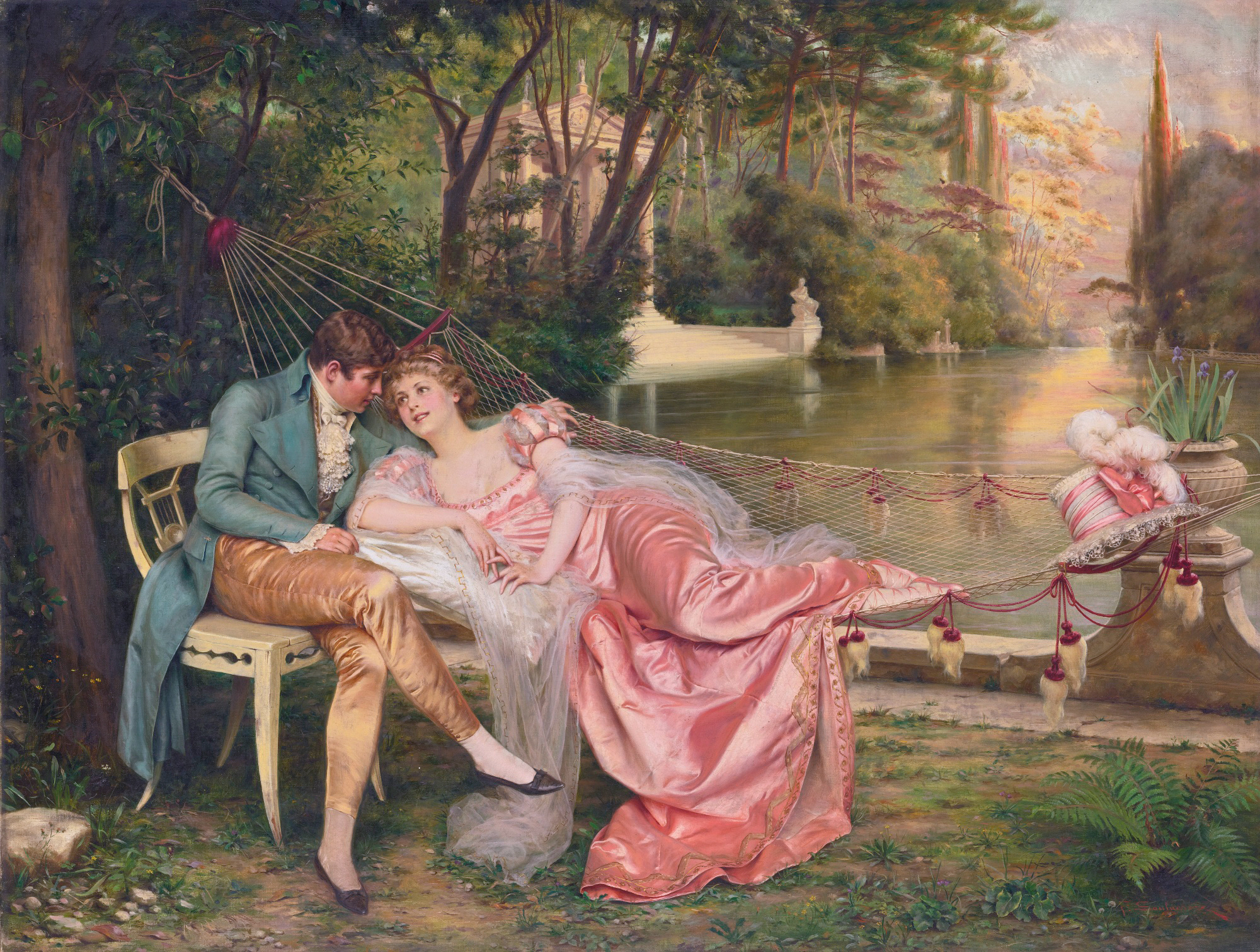
Flirt, data sconosciuta
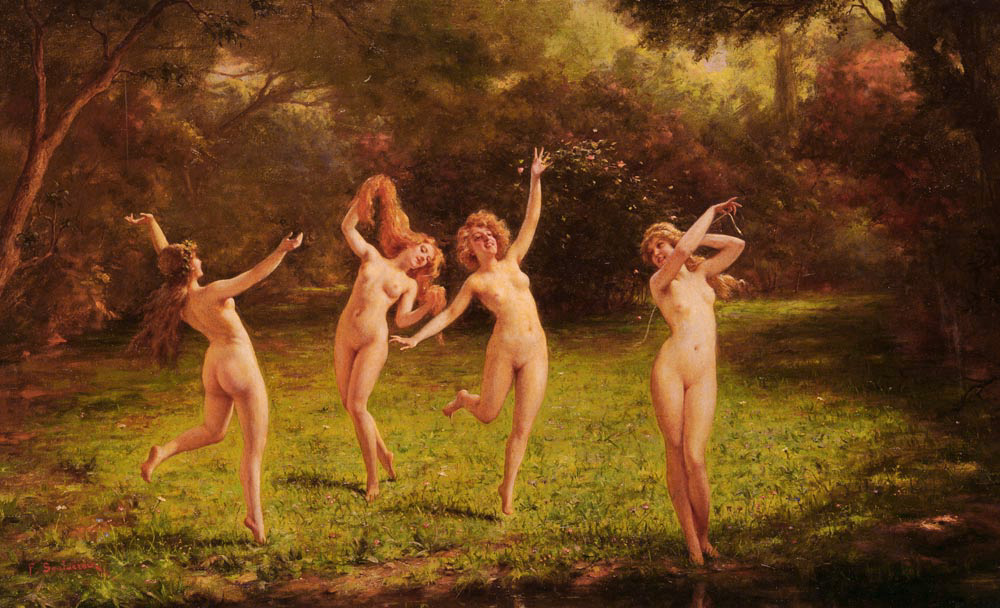
Primavera, data sconosciuta